# Muntura Pentax Q
La muntura d'objectiu Pentax Q, introduïda el 2011, està dissenyada pel seu ús amb càmeres sense mirall d'objectius intercanviables, com la Pentax Q, la primera de la sèrie, la qual fins al moment era la càmera digital de lents intercanviables més petita i lleugera del món, fins l'arribada de la Samsung NX Mini que té un pes inferior però mides superiors.
La Pentax Q i la Q10 usen un sensor d'imatge CMOS retroil·luminat d'1/2,3" (6,17 x 4,55 mm) i compten amb un factor de retall de 5.53x. La Pentax Q7 i la Q10, utilitza un sensor més gran, d'1/1,7" (7,44 x 5,58 mm) i tenen un factor de retall de 4.7x.
Tots els models de Pentax Q tenen una distància focal de brida de 9.2mm
El sistema Q actualment està descatalogat.

## Característiques
Tots els models estan equipats amb estabilitzador d'imatge, el qual funciona amb totes les lents natives i adaptadors. També inclouen un mode de "control de desenfocament", el qual s'usa per donar un efecte d'enfocament pseudo superficial quan es desitja.
Al ten ir una distància focal de brida molt curta, la sèrie Pentax Q permet adaptar-hi lents de molts fabricants, així aconseguint grans teleobjectius. Per exemple, una Pentax Q amb un adaptador i un Pentax-DA* 300mm F4 ED [IF] SDM, com la distància focal es multiplica per 5.53 s'obté una distància focal de 1.650mm.
Les càmeres d'aquest sistema no tenen obturador mecànic ni filtre de densitat neutra al cos de la càmera. Per això, algunes lents i adaptadors tenen un obturador mecànic de fulla i/o un filtre ND integrat.

## Esquema de noms de les càmeres amb muntura Q

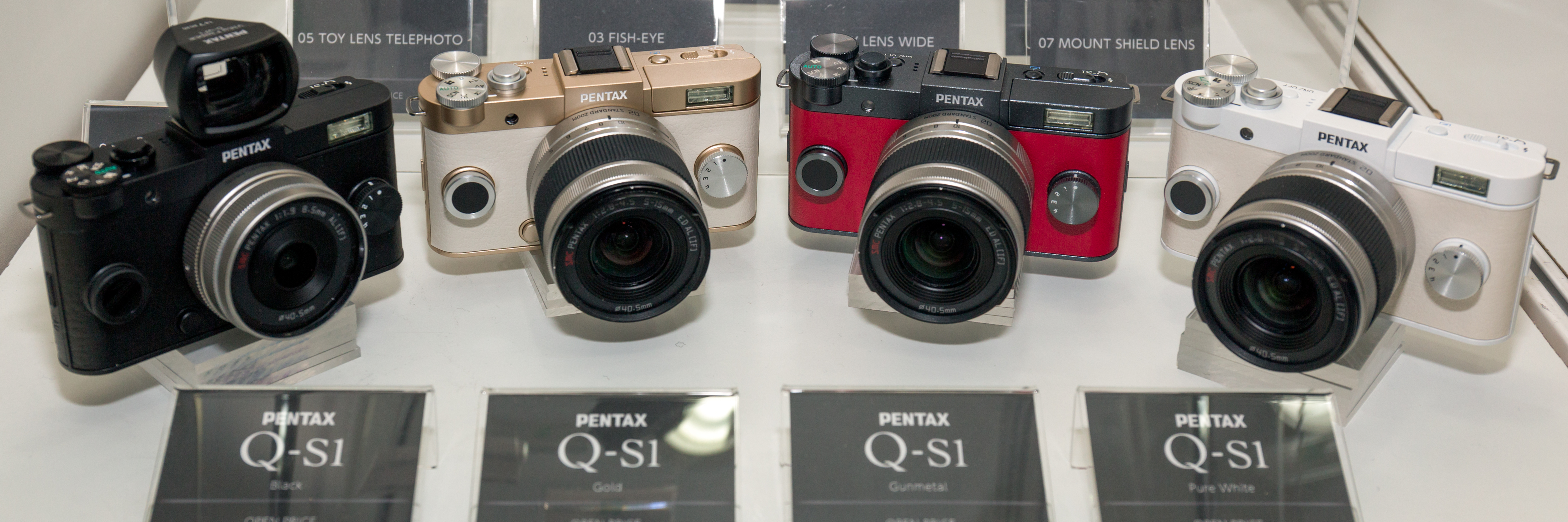
Pentax Q-S1 en diferents colors

| Model       | Any  | Sensor |
| ----------- | ---- | ------ |
| Pentax Q    | 2011 | 1/2.3" |
| Pentax Q10  | 2012 | 1/2.3" |
| Pentax Q7   | 2013 | 1/1.7" |
| Pentax Q-S1 | 2014 | 1/1.7" |

## Objectius

### Fixos
| Nom                   | Distància focal | Obertura | Any  | Distància mínima d'enfoc | Diametre de filtre |
| --------------------- | --------------- | -------- | ---- | ------------------------ | ------------------ |
| 01 Standard prime     | 8.5mm           | 1.9      | 2011 | 0.20m                    | 40.5mm             |
| 03 Fish-Eye           | 3.2mm           | 5.6      | 2011 | 0.09m                    | -                  |
| 04 Toy lens wide      | 6.3mm           | 7.1      | 2011 | 0.07m                    | -                  |
| 05 Toy lens telephoto | 18mm            | 8.0      | 2011 | 0.27m                    | -                  |
| 07 Mount shield lens  | 11.5mm          | 9.0      | 2013 | 0.30m                    | -                  |

### Zoom
| Nom              | Distància focal | Obertura | Any  | Distància mínima d'enfoc | Diametre de filtre |
| ---------------- | --------------- | -------- | ---- | ------------------------ | ------------------ |
| 02 Standard zoom | 5-15mm          | 2.8-4.5  | 2011 | 0.30m                    | 40.5mm             |
| 06 Telephoto     | 15-45mm         | 2.8      | 2012 | 1.00m                    | 40.5mm             |
| 08 wide zoom     | 3.8-5.9mm       | 3.7-4    | 2013 | 0.25m                    | 49mm               |

## Adaptadors
- Adaptador Q per a lents de muntura K: Permet utilitzar objectius amb muntura K, en càmeres amb muntura Q. Mitjançant l'ús d'aquest adaptador de muntura, la distància focal de la lent s'amplia 5,5 vegades en el format de 35mm. Incorpora un obturador mecànic. A fi que l'estabilitzador d'imatge funcioni correctament, és important introduir la distància focal de la lent usada.[10]